# Guillermo Sepúlveda
Guillermo Sepúlveda Rodríguez (ur. 28 lutego 1934 w Guadalajarze, zm. 19 maja 2021) – meksykański piłkarz występujący na pozycji obrońcy.

## Kariera klubowa
Sepúlveda karierę rozpoczynał w zespole Chivas. Jego graczem był w latach 1953–1966. Przez ten czas siedem razy zdobył z zespołem mistrzostwo Meksyku (1957, 1959, 1960, 1961, 1962, 1964, 1965), a także raz Puchar Meksyku (1963). Następnie grał w Tigres UANL oraz CD Oro, a w 1969 roku zakończył karierę.

## Kariera reprezentacyjna
W reprezentacji Meksyku Sepúlveda grał w latach 1957–1966. W 1958 roku został powołany do kadry na mistrzostwa świata. Zagrał na nich w meczu z Węgrami (0:4), a Meksyk odpadł z turnieju po fazie grupowej.
W 1962 roku ponownie znalazł się w drużynie na mistrzostwa świata. Wystąpił na nich w spotkaniach z Brazylią (0:2), Hiszpanią (0:1) oraz Związkiem Radzieckim (3:1), a Meksyk ponownie zakończył turniej na fazie grupowej.